# Denton (Gravesham)
Denton – osada w Anglii, w Kent. Leży 11,1 km od miasta Chatham, 20 km od miasta Maidstone i 34,4 km od Londynu. W 1931 roku civil parish liczyła 1258 mieszkańców. Denton jest wspomniana w Domesday Book (1086) jako Danitone.